# Hyatt Regency Paris Étoile
Hôtel Hyatt Regency Paris Étoile, anterior Hôtel Concorde La Fayette (1974-2013), este un zgârie-nori din arondismentul 17 lângă Porte Maillot din Paris, Franța. Este deținut de Constellation Hotels Holdings.
Cu o înălțime de 137 de metri, el este unul dintre cele mai înalte hoteluri din Franța după Tour Part-Dieu din Lyon (și a patra cea mai înaltă clădire din Paris după Turnul Eiffel, Tour Montparnasse și Curtea din Paris, dar mai mică decât unele clădiri din cartierul vecin La Défense). Antena de pe acoperiș ajunge la o înălțime de 190 de metri. Clădire are treizeci și opt de etaje și 995 de camere și apartamente. Este situat lângă Palais des Congrès, unul dintre centrele de congrese din Paris.